# Januszkowo (Kozłowo)
Januszkowo (deutsch Januschkau, 1938 bis 1945 Osterschau) ist ein Dorf in der polnischen Woiwodschaft Ermland-Masuren. Es gehört zur Gmina Kozłowo (Landgemeinde Groß Koslau, 1938 bis 1945 Großkosel) im Powiat Nidzicki (Kreis Neidenburg).

## Geographische Lage
Januszkowo liegt im Südwesten der Woiwodschaft Ermland-Masuren, 36 Kilometer südöstlich der früheren Kreisstadt Osterode (Ostpreußen) (polnisch Ostróda) bzw. zwölf Kilometer nordwestlich der heutigen Kreismetropole Nidzica (deutsch Neidenburg).

## Geschichte
Das einstige Dorf und Gut Januschkau – vor 1574 Januscha, nach 1820 Januskau genannt – wurde 1433 erstmals erwähnt. Die Landgemeinde Januschkau und der gleichnamige Gutsbezirk wurden 1874 in den neu errichteten Amtsbezirk Wittmannsdorf (polnisch Witmanowo) im Kreis Osterode in Ostpreußen eingegliedert, und 1892 in den Amtsbezirk Seythen (polnisch Sitno) umgegliedert.
Im Jahre 1910 zählte Januschkau 400 Einwohner, von denen 210 zur Landgemeinde und 190 zum Gutsbezirk gehörten. Am 30. September 1928 wurde der Gutsbezirk Januschkau in die Landgemeinde Januschkau eingegliedert.
Die Einwohnerzahl der Gemeinde Januschkau belief sich 1933 auf 372. Am 3. Juni – amtlich bestätigt am 16. Juli – 1938 wurde Januschkau aus politisch-ideologischen Gründen der Abwehr fremdländisch klingender Ortsnamen in „Osterschau“ umbenannt. Die Zahl der Einwohner ging bis 1939 auf 337 zurück.
In Kriegsfolge wurde das Dorf 1945 mit dem gesamten südlichen Ostpreußen an Polen überstellt. Osterschau erhielt die polnische Namensform „Januszkowo“ und bildet mit Michałki (Michalken, 1938 bis 1945 Michelsau) ein Schulzenamt (polnisch Sołectwo) im Verbund der Gmina Kozłowo (Landgemeinde Groß Koslau, 1938 bis 1945 Großkosel) im Powiat Nidzicki (Kreis Neidenburg), bis 1998 der Woiwodschaft Olsztyn, seither der Woiwodschaft Ermland-Masuren zugehörig. Im Jahre 2011 zählte Januszkowo 331 Einwohner.

## Kirche
Bis vor 1721 stand in Januschkau eine Kirche, die als Filialkirche zur evangelischen Kirche Lahna (polnisch Łyna) gehörte. Der Ort lag in der Zeit wüst. Noch in den 1720er Jahren konnte Januschkau wieder aufleben, wurde kirchlich bis 1738 von Skottau (polnisch Szkotowo) aus mitversorgt, danach bis 1945 von Waplitz (polnisch Waplewo) aus. Bis zu dem Zeitpunkt gehörten die römisch-katholischen Einwohner zur Kirche in Thurau (polnisch Turowo).
Heute ist die Kirche in Januszkowo eine Filialkirche der römisch-katholischen Pfarrei in Szkotowo (Skottau). Die evangelischen Einwohner sind jetzt zur Heilig-Kreuz-Kirche Nidzica hin orientiert.

## Verkehr
Januszkowo liegt an einer Nebenstraße, die bei Rączki (Rontzken, 1938 bis 1945 Hornheim) von der Schnellstraße 7 (auch: Europastraße 77) abzweigt und über Michałki (Michalken, 1938 bis 1945 Michelsau) und Sitno (Seythen) nach Mielno (Mühlen) zur Woiwodschaftsstraße 537 führt.
Eine Anbindung an den Bahnverkehr besteht nicht.

## Persönlichkeiten
- Rudolf Hahn (1863–1934), Dermatologe und Politiker in Hamburg
- Kurt Hahn (1901–1944), Oberst i. G., als Widerstandskämpfer in Plötzensee gehenkt